# Unarre (antic municipi)
| \| ← \| 1812 — 1971 \| → \|                            |                                 |   |
| Escut d'armes                                          |                                 |   |
| Unarre dins de la Guingueta d'Àneu                     |                                 |   |
| Període històric                                       | Edat Contemporània              |   |
| • Creació del municipi (Constitució de Cadis)          | 1812                            |   |
| • Annexió de Burgo, Cerbi, Escalarre, Gavàs i Llavorre | 1847 de {{{any_esdeveniment1}}} |   |
| • Annexió a la Guingueta d'Àneu                        | 1971                            |   |
| Altitud                                                | 1.387,8 m                       |   |
| Superfície                                             |                                 |   |
| • 1971                                                 | 51,72 km2                       |   |
| • 2011                                                 | 51,72 km2                       |   |
| Població                                               |                                 |   |
| • 2011                                                 | 96                              |   |
| Densitat                                               | 1,9/km²                         |   |
| ←                                                      | 1812 — 1971                     | → |

Unarre era un municipi de la comarca del Pallars Sobirà que va ser incorporat el 1971 al nou terme, creat en aquell moment, de la Guingueta d'Àneu, juntament amb els termes d'Escaló i Jou. El municipi d'Unarre fou creat el 1812 a partir de les disposicions de la Constitució de Cadis i es mantingué independent fins a la seva incorporació a la Guingueta d'Àneu. També foren creats el 1812 els ajuntaments de Burgo, Cerbi, Escalarre, Gavàs i Llavorre, tots ells incorporats a Unarre el 1847. L'ajuntament d'Unarre fou creat el 1812, arran de les lleis promulgades a partir de la Constitució de Cadis i la reforma de tot l'estat que s'emprengué, i fou suprimit el 1971, amb la seva incorporació al nou municipi creat aquell any, la Guingueta d'Àneu.
Alcaldes:
- Miquel Fort (1899)

## Escut

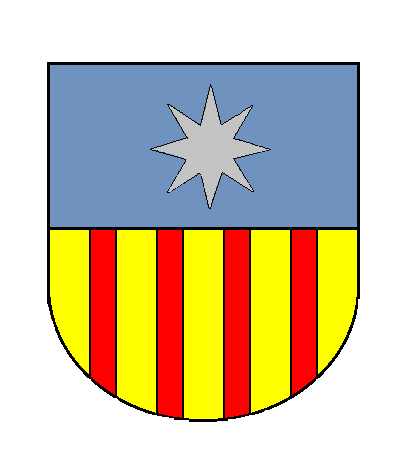
Escut antic d'Unarre

L'Escut d'Unarre fou l'escut d'armes del municipi extingit d'Unarre, a la comarca del Pallars Sobirà. Perdé vigència el 1971, quan foren agrupats els antics termes d'Escaló, Jou i Unarre en el municipi de nova creació de la Guingueta d'Àneu. El 7 de febrer del 1989, després de 18 anys sense escut normalitzat segons la normativa actualment vigent, el nou municipi adoptà l'escut actual. Era un escut tallat: primer, d'atzur, un estel d'argent; segon, d'or, quatre pals de gules.

## Geografia
El terme d'Unarre era el més extens dels tres municipis units en el nou de la Guingueta d'Àneu. Amb una extensió de 51,72 km², representava a prop del 50% del nou terme, de 107,96 km². Ara bé, en tractar-se d'un terme muntanyós, amb tots els pobles construïts en costers de valls tancades, era el menys poblat dels tres municipis.
L'antic terme d'Unarre ocupa quasi la meitat nord de l'actual terme de la Guingueta d'Àneu. S'articula a l'entorn d'una vall principal, la del Riu d'Unarre, amb dues valls confluents importants, la del Riu de Gavàs i la del Torrent dels Corriols, a més de diverses valls més de menor importància. Els diferents pobles es disposen en diversos espais de la vall.

### Demografia
En el cens del 1857 Unarre apareix amb 770 habitants i 153 cèdules personals inscrites, repartides de la manera següent: Burgo, 69 habitants i 16 cèdules; Escalarre, 168 i 33; Gabás, 129 i 26; Llaborre, 80 i 15; Serví, 186 i 41, i Unarre, 138 i 22.

### Comunicacions
Son és a 4 quilòmetres de carretera local des del punt quilomètric 63 de la C-28 a un quilòmetre per carretera al nord-oest de València d'Àneu. Dista 6,5 quilòmetres d'Esterri d'Àneu, 37,3 de Sort i 42,8 de Vielha. No existeix cap mena de transport públic col·lectiu regular que permeti arribar, o sortir, de Son.

### Perímetre de l'antic terme
El terme d'Unarre limitava al nord-oest amb el d'Isil, a ponent amb els de Sorpe i Esterri d'Àneu, al sud amb el de Jou, al sud-est amb el d'Escaló, a llevant amb el d'Estaon, al nord-est amb el de Lladorre, i al nord, en un sol punt, amb el municipi occità de Coflens.
Comença aquesta descripció a l'extrem nord de l'antic terme, que continua essent l'extrem nord del municipi actual: el Mont-roig, on es troben els termes municipals catalans d'Alt Àneu (antic terme d'Isil), la Guingueta d'Àneu (antic terme d'Unarre) i Lladorre, juntament amb el terme comunal occità de Conflens, al parçan de Coserans.
Des del Mont-roig, el termenal amb Isil (ara, Alt Àneu) segueix la direcció sud-oest, d'una manera bastant recta. Passa per la Collada de Mont-roig a 2.546,9 metres d'altitud, segueix la Serra de Pilàs, al mig de la qual troba el Coll de la Cornella (2.482,4), mentre va fent petites girades per tal de seguit la carena principal d'aquesta serra, molt llarga. Passa per l'Estanyardo (2.625,4), després del qual s'adreça al Pic de Pilàs (2.652,3), passat el qual comença cap al sud-sud-oest la Serra dels Curols. la segueix tota per la carena, fins a arribar al Pic de Sarredo (2.448,7) i al Cap dels Curols (2.417,6), entre els quals el termenal fa un breu tram cap a l'oest. Torna a agafar la direcció sud-oest, passant pel Coll de Cerbi (2.174), i arriba al Cap de la Travessa, de 2.203,3 metres d'altitud, on es trobaven els termes d'Isil, Sorpe (ara tots dos dins d'Alt Àneu) i Unarre (ara, la Guingueta d'Àneu).
El límit amb l'antic municipi de Sorpe (ara, Alt Àneu) va des del Cap del Calbar, el termenal segueix la direcció nord-oest, passant pel Planell de la Serra (1.837,4 m. alt.) i tota la carena de la Serra Obaga, fins al Pui Redó (2.202,4) i el Cap de la Travessa (2.203,3), on es trobaven els termes municipals de Sorpe, Unarre (ara, la Guingueta d'Àneu) i Isil, actualment unit amb Sorpe.
El límit amb Esterri d'Àneu va des del punt anterior, el termenal davalla cap a migdia per la carena de la muntanya esmentada, passant per la Collada de la Fenera (1.871,5 m. alt.), el Pic d'Escobedo (1.909,8) i el Serrat d'Escobedo, fins al cim del Faro (1.707,5), des d'on continua baixant per la carena, però ja en direcció al fons de la Vall d'Àneu. Hi arriba just al nord-oest del poble d'Escalarre, a la Coma, on va a trobar el Riu d'Unarre.
En aquell lloc el termenal gira en angle recte cap a ponent per tal de seguir el curs del riu, fins que aquest s'aboca en la Noguera Pallaresa. Quan hi arriba, torna a girar en angle recte, ara cap al sud, per deixar a llevant de la línia de terme els Plans, el Pla de Salito, el monestir romànic de Santa Maria d'Àneu i la Casa de Santa Maria. Segueix riu avall, fins que, a llevant de la Borda de Salito, en el lloc on la Noguera Pallaresa forma una illa allargassada de nord a sud, es trobaven els termes d'Esterri d'Àneu, Unarre i Jou.
El límit amb l'antic municipi de Jou (ara, la Guingueta d'Àneu) comença des del punt anterior, el termenal, ara desaparegut, amb Jou travessava la Noguera Pallaresa pel mig de l'illa que forma el riu a llevant de la Borda de Salito, en direcció est-sud-est, i s'adreça al Solà d'Escalarre, que travessa pel mig, pujant per un coster cap a migdia de Sant Roc de Llavorre fins a trobar la carena que separa la vall principal de la Noguera Pallaresa, a migdia, de la del Barranc d'Escrita, al nord, deixant en aquesta direcció el poble de Llavorre i al sud el de Dorve. Seguint la carena, fent diverses inflexions, pujava al Turó de l'Àliga a 1.743,9 metres d'altitud, seguia la carena d'Escrita (la Guingueta d'Àneu) cap a llevant, arribava al Cap de l'Escobedo (2.123,3), ara en direcció nord-est, i acabava d'arribar a lo Calbo, de 2.290,6 metres d'altitud, on es trobaven els termes d'Unarre, Jou i Estaon.
El límit amb l'antic municipi d'Estaon (ara, Vall de Cardós) va des de lo Calbo, el termenal segueix la direcció nord, cap als Planells de Cerdanyís, des d'on crea un arc cap al nord-est i est, per anar a cercar la Serra de Cerdanyís, passa per la Collada de Burgo, de 2.140,5 metres d'altitud, i arriba al Cap de la Rocagran (2.163,4), des d'on continua cap al nord, per assolir el Coll de Campirme (2.021,7), on emprèn cap al nord-oest. Així arriba de seguida al Montalto (2.217,9) i tot seguit a la Collada de Montalto (2.139,2); en aquest coll gira cap al nord-est i poc després cap al nord, i s'adreça a les Penyes Negres (2.435,6), després al Turó de Vialada (2.565,2), segueix tota la Serra de Campirme cap al nord-nord-est, fins que arriba al Campirme, (2.632,7), continua cap al nord fins al Coll de Finestres, (2.622,9), on gira cap a l'est i al cap de 390 metres arriba al lloc, a la cota 2.535, on es troben els termes d'Estaon, Unarre i Lladorre.
El límit amb el terme de Lladorre va des del punt anterior, el termenal marxa cap al nord-est, fent la volta des del sud fins a l'est de l'Estany de Mascarida, per dalt de la carena, baixa de la carena per anar a buscar un barranc afluent del Torrent de Mascarida, que segueix cap al nord-est i va girant cap al nord. Travessa el Torrent de Mascarida, i gira cap al nord-oest enfilant-se per una carena cap al Pic de la Coma del Forn, de 2.683 metres d'altitud. En aquell cim gira cap al nord, passa pel Coll del Forn (2.517,3), i, sempre cap al nord, s'adreça al Pic de Ventolau (2.851,5). En aquest pic, el termenal torç cap al nord-oest, per fer en un arc tota la volta pel costat de ponent del Circ de la Gallina, on hi ha l'Estany Major de la Gallina. Així, arriba al Pic Major de la Gallina (2.687,5), després al Pic de la Gallina (2.756,5), des d'on, agafant la direcció nord-oest, puja al cim del Mont-roig, de 2.846,3 metres d'altitud. En aquest lloc es troben quatre termes: els municipals, catalans, de Lladorre, la Guingueta d'Àneu (abans, Unarre), i Alt Àneu (antigament, Isil), i el comunal, occità, de Coflens, al parçan de Coserans.
El contacte amb el terme comunal occità de Coflens Coflens (Coserans, Occitània) és un únic punt: el cim del Mont-roig, on ha començat aquesta descripció.

### Entitats de població
| Entitat de població | Habitants (2011) |
| ------------------- | ---------------- |
| Aurós               | 0                |
| Burgo               | 7                |
| Cerbi               | 19               |
| Escalarre           | 32               |
| Gavàs               | 19               |
| Llavorre            | 6                |
| Unarre              | 13               |
| Font: Idescat       |                  |